# Asni

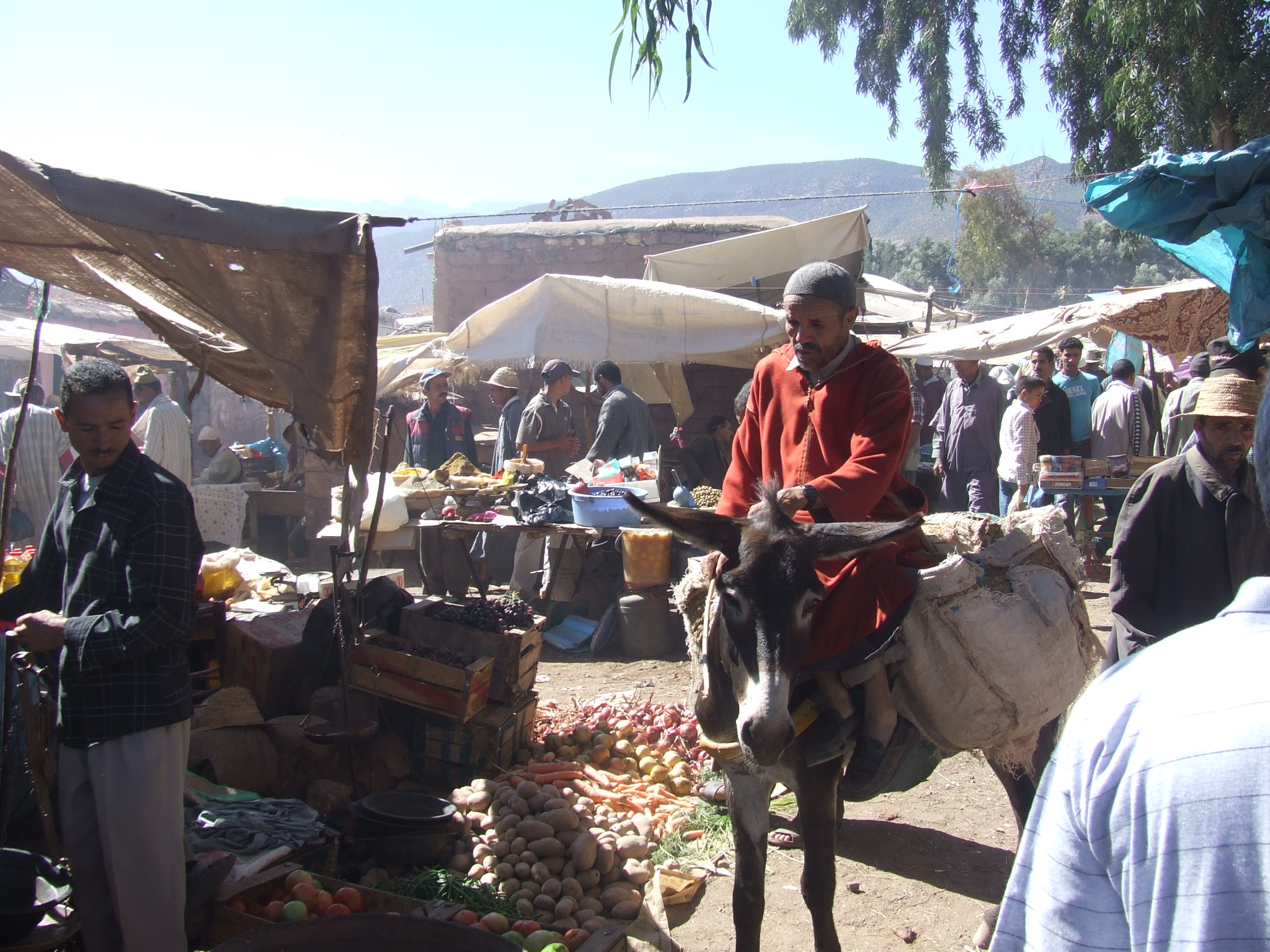
Suq in Asni

Asni (arabisch اسني, Zentralatlas-Tamazight ⴰⵙⵏⵉ) ist ein Dorf mit etwa 5.000 Einwohnern und Hauptort einer Landgemeinde (commune rurale) mit insgesamt etwa 22.500 Einwohnern im Hohen Atlas in der Provinz Al Haouz in der Region Marrakesch-Safi, Marokko. Zur Landgemeinde Asni gehören auch das Bergdorf Imlil sowie andere Bergdörfer. Das Erdbeben in Marokko 2023 am 8. September 2023 richtete in Asni und Umgebung große Schäden an.

## Lage und Klima
Asni liegt etwa 50 km (Fahrtstrecke) südlich von Marrakesch am Oued Rheraya in einer Höhe von ca. 1185 m. Von Marrakesch nach Asni verkehren Busse und Grand Taxis. Der vielbesuchte Pilgerort Moulay Brahim liegt nur etwa 5 km nördlich. Das Klima ist gemäßigt bis warm; der spärliche Regen (ca. 435 mm/Jahr) fällt nahezu ausschließlich im Winterhalbjahr.

## Bevölkerungsentwicklung
| Jahr      | 1994   | 2004   | 2014   | 2024   |
| Einwohner | 16.253 | 18.674 | 21.244 | 22.637 |

Die Einwohner der Gemeinde sind nahezu ausnahmslos Berber; viele sind aus den umliegenden Gemeinden zugewandert.

## Wirtschaft
Die traditionelle Wirtschaft konzentriert sich auf die Felder am Flussufer; hier wird hauptsächlich Gerste angebaut. Für den Anbau von Gemüse ist es meist zu kalt (Nachtfröste kann es auch im Sommer noch geben) und so muss dieses auf den Märkten gekauft oder getauscht werden. In der Hauptsache wird Viehzucht und Weidewirtschaft (Schafe und Ziegen) betrieben. Verbreitet ist auch der Obstanbau besonders von Äpfeln. Für die meisten Touristen ist Asni nur ein Durchgangsort auf ihrem Weg nach Imlil oder nach Tinmal.

## Geschichte
Wie in den meisten Berbergebieten Marokkos existieren keine schriftlichen Aufzeichnungen zur Geschichte des Ortes aus dieser Zeit. Man kann jedoch davon ausgehen, dass der Ort von Halbnomaden aus den tieferliegenden Regionen des Landes auf ihren sommerlichen Wanderungen mit den Viehherden in die Bergregionen entdeckt und irgendwann später dann auch dauerhaft besiedelt wurde.
Seit dem ausgehenden Mittelalter gab eine jüdische Gemeinde, die gelegentlicher Willkür ausgesetzt war. So verlangte der Kaid des Ortes 1911 von der jüdischen Gemeinde Holz im Wert von 5000 Francs für den Bau seiner Häuser. Da sie dieses Geld nicht hatte, mussten Juden während Tagen ihre Arbeit liegen lassen und das Holz in den Wäldern herbeischaffen. Die für ihre Bewachung abgestellten Soldaten des Kaid mussten sie selbst entlöhnen.

## Sehenswürdigkeiten
Seit den 1960er Jahren hat der Ort sein Aussehen vollständig verändert – die alten eingeschossigen, aus Steinen und Lehm erbauten und mit flachen Schilf- bzw. Strohdächern gedeckten Häuser sind zweigeschossigen Neubauten aus Beton (Fundament und Decken) und Hohlblockziegeln (Wände) gewichen, die allesamt verputzt sind und in rötlichen Farbtönen gestrichen wurden. Samstags ist Markttag (suq) in Asni und es werden – neben Gemüse – auch Haushaltswaren sowie Schafe, Ziegen und Hühner verkauft. In landschaftlicher Hinsicht bieten Asni und die Dörfer in der Umgebung reizvolle Blicke auf die bis weit ins Frühjahr hinein verschneite Nordseite des Hohen Atlas.

## Geologie
Die Umgebung von Asni ist vulkanischem Ursprungs und unter den Hobbygeologen sehr bekannt durch das Auftreten von intensiv rot gefärbten Achaten, Amethyst, Quarz-Goethit-Geoden, Gipskristallen und Calcit-Geoden. Gesteine sind Basalte, Melaphyre und Tuffe.